# 北山大詩
北山 大詩（きたやま だいし、5月4日 - ）は日本の小説家。福井県出身。AB型。
年間二百冊ペースという読書好きが高じ、小説を書いたのがきっかけで第5回富士見ヤングミステリー大賞に応募し、奨励賞を受賞。『エクスプローラー』でデビュー。秋葉原をこよなく愛し、PC自作マニアでもある。最近は、料理に凝っている。
「Solatorobo（ソラトロボ）」の小説を雑誌連載していた。ノベライズを手掛けるのは「Solatorobo」が初ではなく、以前に和田篤志（わだ あつし）のペンネームで「異世界の聖機師物語」を刊行している。

## 受賞歴
- 2005年、第5回富士見ヤングミステリー大賞　奨励賞 『エクスプローラー 覚醒少年』

## 小説作品
ライトノベル
オリジナル作品
- エクスプローラー (富士見ミステリー文庫 )
- 神聖のレジスタ(富士見ファンタジア文庫)
- 神聖のレジスタ2 魂のオーバーロード (富士見ファンタジア文庫 / ISBN 4-8291-3345-7)
- 神聖のレジスタ3 不屈のエクソダス (富士見ファンタジア文庫 / ISBN 4-8291-3377-5)
- 神聖のレジスタ4 神々の黄昏 (富士見ファンタジア文庫 / ISBN 4-8291-3411-9)

ノベライズ作品
- 異世界の聖機師物語 (富士見ファンタジア文庫 / ISBN 4-8291-3428-3) 和田篤志名義

ライト文芸
オリジナル作品
- 犯罪共鳴 壊兎 タナトス症候群(シンドローム) （富士見L文庫 / ISBN 4-04-070304-9）
- 犯罪共鳴 壊兎2 兎の信奉者（フォロワーズ）（富士見L文庫 / ISBN 4-04-070530-0）